# Alessandro D'Alatri
Alessandro D'Alatri (ur. 24 lutego 1955 w Rzymie, zm. 3 maja 2023) – włoski reżyser i scenarzysta filmowy.

## Życiorys
Alessandro D'Alatri urodził się w Rzymie, jako nastolatek D'Alatri był aktywny jako aktor teatralny i filmowy, pracował między innymi z Luchino Viscontim, Giorgio Strehlerem i Vittorio De Sica. W latach 70. postanowił skoncentrować się na reżyserowaniu po długim stażu jako reżyser reklam. Laureat wielu nagród w tym nagrodę dla najlepszego reżysera na Międzynarodowym Festiwalu Kreatywności Cannes Lions w 1987 roku, w 1991 roku wyreżyserował swój pierwszy film fabularny Americano Rosso, za który zdobył nagrodę Davida di Donatello dla najlepszy debiut reżyserski. Jego następny film, Bez skóry, odniósł sukces zarówno krytyczny, jak i komercyjny i otrzymał nagrody: David di Donatello, Nastro d’argento i Ciak d'oro za najlepszy scenariusz. Jego film Ogrody Edenu z 1998 roku, apokryficzna historia Jezusa, został wybrany do konkursu głównego 55. Międzynarodowego Festiwalu Filmowego w Wenecji.
D'Alatri zmarł 3 maja 2023 roku w wieku 68 lat.

## Filmografia
- 1991: Americano rosso
- 1994: Bez skóry
- 1998: Ogrody Edenu
- 2002: W razie czego
- 2005: W razie czego
- 2006: Commediasexi
- 2010: Sul mare
- 2017: The Startup: Accendi il tuo futuro
- 2020: Il Commissario Ricciardi